# Julius De Vigne
Jules Octave De Vigne (Gent, 19 november 1844 - 27 december 1908) was een Belgisch volksvertegenwoordiger.

## Levensloop
Devigne was een zoon van de schilder-decorateur Félix De Vigne en van Virginie Avé. Hij was getrouwd met Emma De Vigne, ook zij was kunstschilder.
Hij promoveerde in 1868 tot doctor in de rechten aan de Rijksuniversiteit Gent en vestigde zich als advocaat in Gent. In 1900 werd hij er stadsadvocaat.
Hij werd een van de eerste medewerkers van Gustave Rolin-Jaequemyns voor zijn in 1869 gestichte Revue de droit international. Daarnaast publiceerde hij ook rechtskundige studies in Nederlandsch Museum. Hij werd bestuurslid van de Conferentie van de Vlaamse Balie in Gent en trad op als voorzitter bij de stichting van de Bond der Vlaamsche Rechtsgeleerden, die de stipte uitvoering en de afwerking van de eerste taalwet inzake rechtszaken nastreefde.
Devigne werd actief in het liberale verenigingsleven in Gent. Hij publiceerde verzen en proza in de almanakken van de Gentse Vlaamsgezinde studentenvereniging 't Zal wel gaan, en werd redactielid van Het Volksbelang, de spreekbuis van de Vlaamsgezinde liberalen in Gent. Hij werd secretaris van Het Vlaamsche Volk, een Gentse Vlaamsgezinde vereniging. Hij was lid van het hoofdbestuur en van het Gentse bestuur van het Willemsfonds, voorzitter van het liberaal-democratische Van Crombrugge's Genootschap en secretaris en voorzitter van de Liberale Vlaemsche Vereniging van Gent.
Hij was in 1864 een van de medeoprichters van de Association Athlétique La Gantoise, het huidige AA Gent.

## Politiek
Devigne werd voor de Liberale Partij van 1873 tot 1876 provincieraadslid van Oost-Vlaanderen en van 1876 tot 1907 gemeenteraadslid van Gent. Van 1888 tot 1907 was hij schepen van die stad. In de raadszittingen sprak hij steeds Nederlands. 
In 1878 werd hij verkozen tot lid van de Kamer van volksvertegenwoordigers voor het arrondissement Gent-Eeklo en vervulde dit mandaat tot in 1886. Hij werd opnieuw verkozen in 1900 en bleef het mandaat uitoefenen tot aan zijn dood. In de Kamer was De Vigne betrokken bij de totstandkoming van de taalwet van 1883, die het officieel middelbaar onderwijs gedeeltelijk vernederlandste, en de taalwet van 1889, op het taalgebruik in rechtszaken. Wel verzette hij zich tegen de vernederlandsing van de Rijksuniversiteit Gent.